# Passing
En sociología, el passing es la capacidad de una persona para ser considerada como miembro de un grupo o categoría de identidad diferente del suyo, que puede incluir identidad racial, etnia, casta, clase social, orientación sexual, género, religión, edad o estado de discapacidad. Esta asimilación puede conllevar privilegios, recompensas o un aumento de la aceptación social, o puede utilizarse para hacer frente a la estigmatización, en cuyo caso, el passing puede servir como una forma de autoconservación o autoprotección en los casos en que expresar la identidad propia puede ser peligroso. El passing puede requerir que la persona sea aceptada en una comunidad y también puede suponer el abandono temporal o permanente de la comunidad a la que había pertenecido antes. Por lo tanto, el passing puede resultar en la separación del yo anterior, la familia, los amigos o las experiencias vitales anteriores. Si bien un passing exitoso puede contribuir a la seguridad económica y personal y a evitar la estigmatización, puede tener un coste emocional debido a la negación de la identidad previa, pudiendo conducir a la depresión o al autoodio. 
El anglicismo passing proviene de la nominalización del verbo to pass («pasar») en su forma preposicional to pass for o bien to pass as, que se puede traducir como «[hacerse] pasar por/como». La expresión ha sido de uso frecuente en inglés desde al menos finales de los años 1920. En español, una nominalización similar da lugar a «pase», pero en el ámbito sociológico se sigue empleando el anglicismo. 

## Ámbitos

### Origen étnico-racial

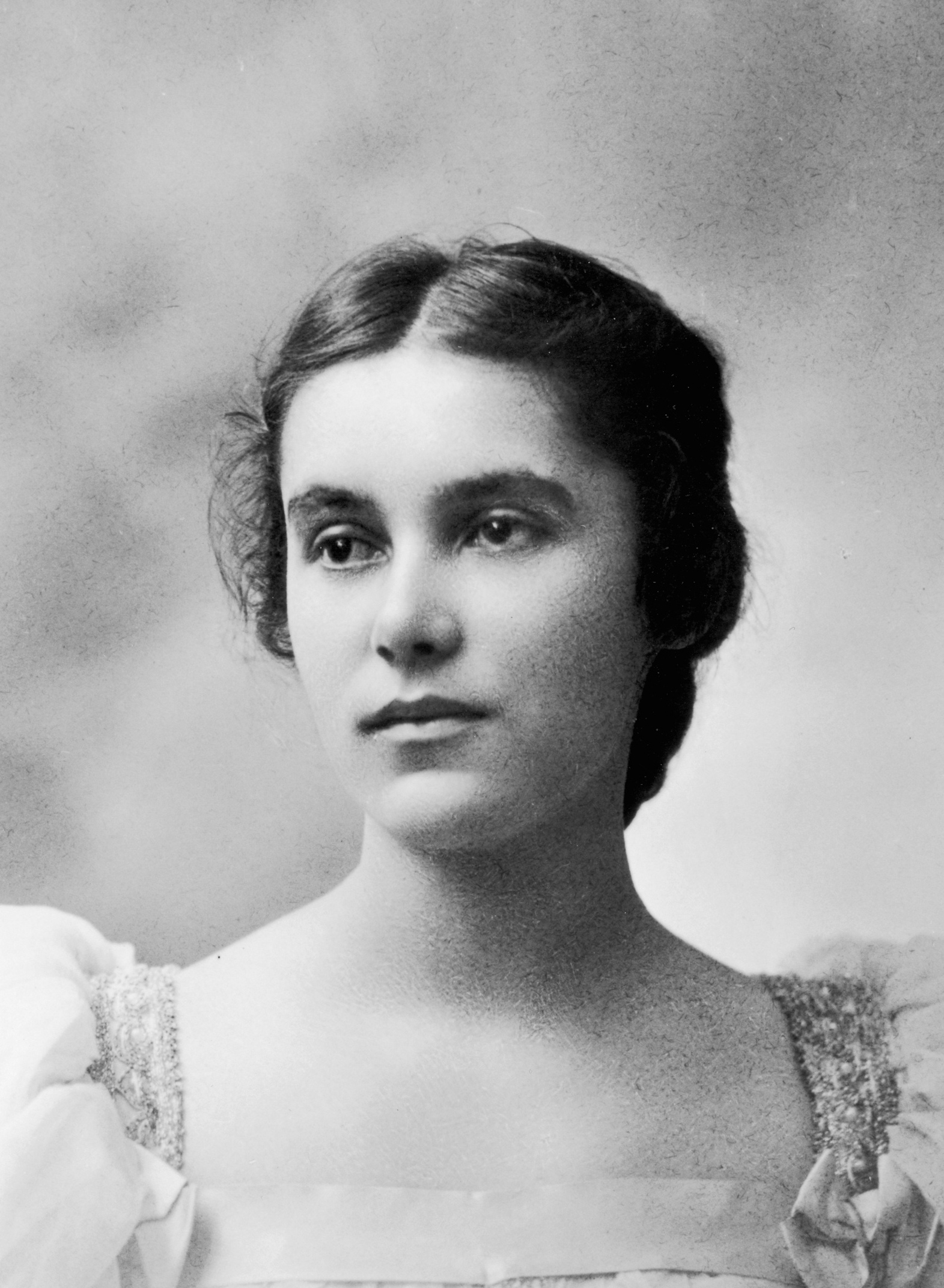
Anita Florence Hemmings, la primera mujer afroestadounidense en graduarse del Vassar College, que pasó por blanca por razones socioeconómicas.

En Estados Unidos, desde el punto de vista histórico y genealógico, el término passing se ha referido a estadounidenses mestizos que se identifican a sí mismos como pertenecientes a otro grupo étnico-racial. Los grupos étnicos sujetos a discriminación en América del Norte y Europa pueden así modificar sus acentos, opciones de palabras, forma de vestir, hábitos de aseo e incluso nombres en un intento de parecer miembros de un grupo mayoritario o de un grupo minoritario privilegiado, habitualmente los blancos.
La novela Passing, escrita por Nella Larsen en 1929, contribuyó a establecer el término después de varios años de uso. La protagonista de la novela, así como la propia escritora, es una mulata que pasa por blanca. La novela fue escrita durante el Renacimiento de Harlem, cuando el passing era habitual tanto en la realidad como en la ficción. Desde el Movimiento por los Derechos Civiles de la década de 1960, el orgullo racial disminuyó el peso que tenía el passing para los estadounidenses negros. Aun así, es posible y hasta habitual entre las personas de origen étnico mixto que se hagan pasar por blancas modificando su apariencia o bien ocultando u omitiendo sus orígenes.

### Clase social y casta
El passing de clase, de forma análoga al passing racial o de género, es el ocultamiento o la tergiversación de la clase social propia. Según Gwendolyn Audrey Foster, el passing racial y de género están habitualmente estigmatizados, pero no así el passing de clase, que se considera un comportamiento normativo. El passing de clase es recurrente en los Estados Unidos y está vinculada a las nociones del sueño americano y de la movilidad social ascendente.
Algunas novelas han relatado este fenómeno. Por ejemplo, las novelas en lengua inglesa El talento de Mr. Ripley, Anne la de Tejas Verdes y las novelas de Horatio Alger. En cuanto al cine, se pueden mencionar Atrápame si puedes, My Fair Lady o ATL.
Asimismo, el passing de clase ha figurado en programas de telerrealidad tales como Joe Millionaire, en que los concursantes a menudo se ven inmersos en exposiciones de gran valor material o pueden tener que ocultar su estatus de clase. 

### Sexualidad y género
El passing por orientación sexual es habitual entre las personas homosexuales, bisexuales o asexuales que se hacen pasar por heterosexuales para evitar situaciones incómodas o incluso hostiles. La expresión «estar en el armario» se emplea para designar a alguien que trata de ocultar o disimular su orientación sexual, asimilándose así a la presunción de heterosexualidad dominante. Los motivos para permanecer en el armario son variados, como mantener relaciones cordiales con la familia o incluso como un requisito para mantener el empleo. Un ejemplo de esto último es la política «no preguntes, no digas», vigente en los Estados Unidos entre 1994 y 2011, que prohibía a los militares homosexuales o bisexuales revelar su orientación sexual, obligándolos pues a hacerse pasar por heterosexuales mientras estuvieran en las fuerzas armadas. 
El passing de género se refiere a la situación en que una persona es identificada con un grupo de identidad de género diferente al grupo que se le asignó al nacer. En Passing and the Fictions of Identity, Elaine Ginsberg ofrece el ejemplo de Brandon Teena; aunque al nacer le asignaron el sexo femenino, Brandon vivió su vida como un hombre. En 1993, Brandon se mudó a Falls City (Nebraska, Estados Unidos), donde al principio pudo pasar por hombre; sin embargo, cuando en la comunidad descubrieron que el sexo que se le asignó al nacer era el de mujer, dos hombres dispararon y asesinaron a Brandon. Ginsberg cita el caso de Billy Tipton, un músico de jazz al que se le asignó sexo femenino al nacer, pero que vivió y actuó como hombre hasta su muerte en 1989. 
Dentro de la comunidad transgénero, el passing se refiere a la percepción o el reconocimiento de una persona trans en transición o ya transicionada como perteneciente a la identidad de género a la que está haciendo la transición en lugar del sexo o género que le asignaron al nacer.

### Religión
Pasar como miembro de una religión dominante es común entre las comunidades religiosas minoritarias.[cita requerida]
En la rama chií del islam, la doctrina de la taqiyya permite al creyente rechazar el islam y profesar abiertamente otra fe, sin dejar de ser musulmán en secreto, si su vida está en riesgo. La práctica también ha sido empleada en varios grupos religiosos minoritarios de Oriente Medio, como los alauitas y los drusos.

### Discapacidad
En el ámbito de la discapacidad, el concepto de passing puede emplearse en el sentido de ocultar intencionalmente una discapacidad para evitar el estigma asociado a ella, o bien en el sentido de exagerar una dolencia o una discapacidad para obtener un beneficio, como puede ser la atención médica o la adaptación, por miedo al rechazo. 

#### Pasar por no discapacitado
Las personas con discapacidades «invisibles», como las personas con trastorno mental, discapacidades intelectuales o cognitivas o discapacidades físicas que no son inmediatamente obvias para otros, como la enfermedad de Crohn o la colitis ulcerosa, pueden escoger entre revelar su estado o no hacerlo, pasando así como «normales». Si bien pasar por no discapacitado puede proteger contra la discriminación, también puede dar lugar a no recibir apoyo o a ser acusado de fingir. 
Las personas con autismo pueden emplear estrategias de «enmascaramiento» para ocultar la discapacidad. Esto puede conllevar cambios en el comportamiento tales como suprimir o redirigir movimientos repetitivos, evitar hablar sobre los propios intereses o fingir una sonrisa en un ambiente incómodo o angustiante. Se puede enmascarar para reducir el riesgo de ostracismo o abuso. Sin embargo, el enmascaramiento autista se asocia a un mayor riesgo de depresión y suicidio. También puede producir agotamiento.

## Passinginterseccional
Aunque el passing puede producirse en una identidad subordinada única, como la raza, a menudo las ubicaciones interseccionales de las personas involucran múltiples identidades marginadas. La interseccionalidad proporciona un marco para analizar la naturaleza interconectada de los sistemas de opresión y de qué manera las identidades múltiples interactúan dentro de ellos. 
Por ejemplo, los hombres homosexuales asiáticos en una sociedad mayoritariamente blanca poseen dos identidades subordinadas clave que, en combinación, crean desafíos únicos para ellos en relación con el passing. Un hombre en esta situación puede tratar de pasar por heterosexual para evitar el estigma asociado a la homosexualidad; sin embargo, alrededor de otros hombres homosexuales el mismo hombre puede tratar de pasar por una persona blanca, no racializada, para evitar el desinterés o la fetichización habituados una vez se conoce su identidad asiática.
Cuando los hombres transgénero negros hacen la transición en el lugar de trabajo (de identificarse como mujeres a pasar como hombres cisgénero), los estereotipos raciales de género que caracterizan a los hombres negros como excesivamente masculinos y violentos pueden afectar la forma en que se interpretarán los comportamientos previamente aceptables. Tal como descubrió un hombre trans negro, había pasado de «ser una mujer negra molesta a [ser] un hombre negro aterrador» y, por lo tanto, tuvo que adaptar su comportamiento a unos patrones de género más aceptables para poder pasar.